# 郑大圣
郑大圣（1968年—），男，上海人，中国导演，上海电影制片厂导演。代表作有电影《村戏》、《1921》等。现任中国电影家协会理事。

## 家庭
外祖父黄佐临，外祖母丹尼。母亲黄蜀芹，父亲郑长符。